# پری نواریشمی
پری نواریشمی (نام علمی: Macrothemis inequiunguis)، گونه‌ای از تیرهٔ آسیابک‌ها (Libellulidae) است که در آمریکای مرکزی، آمریکای شمالی و آمریکای جنوبی یافت می‌شود.